# H A Peter
H A Peter (* 10. November 1904 in Wien; † 13. April 1977 in Borås, Schweden; eigentlich Peter Adolf Fleischner) war ein österreichisch-schwedischer Komponist und Musiker mit Piano und Klarinette als Hauptinstrumente.

## Leben
Peter Adolf Fleischner studierte an der Universität für Musik und darstellende Kunst Wien, unter anderem unter Franz Schmidt und Hans Gál. Als Chorleiter arbeitete er bis zum Anschluss Österreichs auch an der Wiener Staatsoper unter Wilhelm Furtwängler.
Da er Jude war, floh er 1938 aus Deutschland über Ungarn und die baltischen Staaten nach Finnland, bevor diese ihre Grenze für jüdische Flüchtlinge schlossen. Er ließ sich zunächst in Helsinki nieder, wo er als privater Musiklehrer sein Auskommen fand. Nebenbei komponierte er Orchesterstücke. Als ein Angriff Deutschlands auf Finnland wahrscheinlich wurde, kam er zusammen mit anderen jüdischen Flüchtlingen nach Schweden. Er war in Borås, Schweden von 1944 bis 1977 als Chorleiter und Musiklehrer an einem Gymnasium aktiv. Zu seinen privaten Gesangsschülern gehörten Kim Borg und Gerdi Keil.
Im Svenska Tonsättares Internationella Musikbyrå (STIM) findet man 56 von H A Peters Kompositionen, unter dem Namen Adolf Fleischner registriert. Als Komponist erhielt er dennoch nur geringe Aufmerksamkeit. In der Spielzeit 1948/1949 wurde ihm im Konzerthaus von Stockholm ein Konzert gewidmet und einige Kompositionen wurden im schwedischen Radio gespielt.
Sein zwischen 1940 und 1942 geschriebene Fantasie für Orchester wurde erstmals am 5. August 2017 bei der Out of the Shadows Gala in Sydney uraufgeführt, die sich vergessener und unentdeckter jüdischer Musik widmete. Dirigent war Roger Benedict. Kurator war Joseph Toltz.

## Privatleben
In Schweden hielt er Kontakt zur Gymnasialrektorin Elsa Borg, die er zuvor bereits bei einem Radurlaub in Österreich kennengelernt hatte. Die beiden wurden ein Paar und heirateten 1944.